# محوطه قزل قازلان
محوطه قزل قازلان مربوط به دوران‌های تاریخی پس از اسلام است و در شهرستان کلاله، روستای بهلکه ملاشیخ واقع شده و این اثر در تاریخ ۲۵ اسفند ۱۳۷۹ با شمارهٔ ثبت ۳۶۴۸ به‌عنوان یکی از آثار ملی ایران به ثبت رسیده است.